# Municipio de White Bear
El municipio de White Bear (en inglés: White Bear Township) es un municipio ubicado en el condado de Ramsey en el estado estadounidense de Minnesota. En el año 2010 tenía una población de 10949 habitantes y una densidad poblacional de 386,84 personas por km².

## Geografía
El municipio de White Bear se encuentra ubicado en las coordenadas 45°6′5″N 93°1′29″O / 45.10139, -93.02472. Según la Oficina del Censo de los Estados Unidos, el municipio tiene una superficie total de 28.3 km², de la cual 18.91 km² corresponden a tierra firme y (33.2%) 9.4 km² es agua.

## Demografía
Según el censo de 2010, había 10949 personas residiendo en el municipio de White Bear. La densidad de población era de 386,84 hab./km². De los 10949 habitantes, el municipio de White Bear estaba compuesto por el 94.55% blancos, el 0.73% eran afroamericanos, el 0.37% eran amerindios, el 2.18% eran asiáticos, el 0.05% eran isleños del Pacífico, el 0.64% eran de otras razas y el 1.47% pertenecían a dos o más razas. Del total de la población el 2.43% eran hispanos o latinos de cualquier raza.